# Salinas (Porto Rico)
Pour les articles homonymes, voir Salinas.
La municipalité de Salinas, sur l'île de Porto Rico (Code International : PR.SA) couvre une superficie de 180 km² et regroupe 25 789 habitants en 2020.